# Клінічне містечко (Сімферополь)
Клінічне містечко (крим. Klinik şeerı) або Лікарняне містечко (крим. Hastahane şeerı) — історична місцевість Сімферополя, в Залізничному районі міста. Отримала назву за Комплексом земської лікарні.
Також зустрічається назва «Розочка», за психіатричною лікарнею, оскільки в радянські часи вулиця Олександра Невського мала назву Рози Люксембурґ. Місцевий вислів «на Розочку» еквівалентний «відправитися в психлікарню».

## Опис

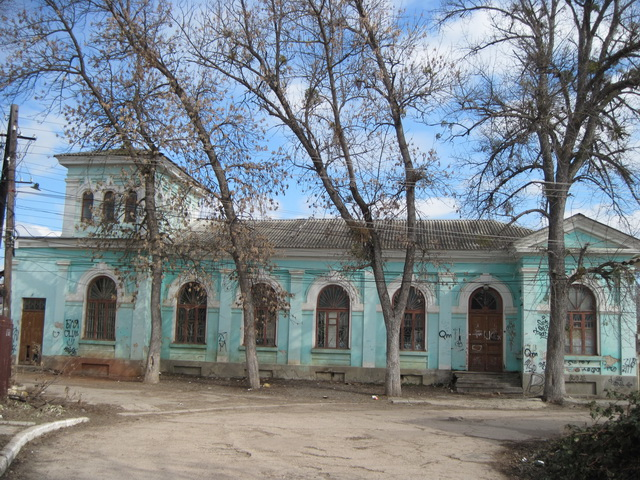
Хлібний магазин на вулиці Дибенка, 2013 рік

Район обмежений річкою Салгир на півночі та на сході, вулицею Олександра Невського та Суворовським узвозом на півдні, Річною вулицею та Об'хідним провулком на заході.
Основні вулиці: Толстого, Дибенка, провулок Пугачова.
Більшу частину території Клінічного містечка займає Кримська республіканська психіатрична лікарня № 1 та Республіканський шкірно-венерологічний диспансер, а також забудова вулиці Дибенка.
На частині території знаходяться будівлі Кримського державного медичного університета імені С. І. Георгієвського та ЖК «Парковий».

## Історія
У першій половині XIX століття при в'їзді в місто, тоді ще в полі на березі Салгира, виник комплекс «богоугодних закладів» — земська губернська лікарня та інші громадські будинки.
За радянських часів територія колишньої земської лікарні отримала назву «Клінічне» або «Лікарняне містечко».